# Stipa hieronymusii
Stipa hieronymusii är en gräsart som beskrevs av Pilg.. Stipa hieronymusii ingår i släktet fjädergrässläktet, och familjen gräs. Inga underarter finns listade i Catalogue of Life.